# De overlevende
De overlevende (originaltitel: Survivors) var en britisk TV-serie fra BBC skabt af Terry Nation. Serien blev sendt i tre sæsoner mellem 1975 og 1977, i sammenlagt 38 episoder, og handlede om personer, der havde overlevet en pestlignende pandemi på Jorden, som havde udryddet størstedelen af menneskeheden.
Serien blev sendt på DR første gang den 22. oktober 1976. 

## Eksterne links
- Survivors hjemmeside Arkiveret 23. februar 2014 hos  Wayback Machine (engelsk)
- De overlevende på Internet Movie Database (engelsk)
- De overlevende på Rotten Tomatoes (engelsk)
- De overlevende hos The Movie Database (engelsk)
- De overlevende hos TheTVDB (engelsk)

| Fjernsyn | Spire Denne artikel om et tv-program er en spire som bør udbygges. Du er velkommen til at hjælpe Wikipedia ved at udvide den. |